# Vittorio Amedeo I di Savoia-Carignano
Vittorio Amedeo I di Savoia-Carignano (Torino, 1º marzo 1690 – Parigi, 4 aprile 1741) fu il terzo principe di Carignano.

## Biografia

### Infanzia
Nato a Torino, era il terzo figlio e il figlio maggiore di Emanuele Filiberto e di Maria Caterina d'Este, Vittorio Amedeo I di Savoia-Carignano venne creato Cavaliere dell'Annunziata nel 1696.

### Matrimonio e anni parigini

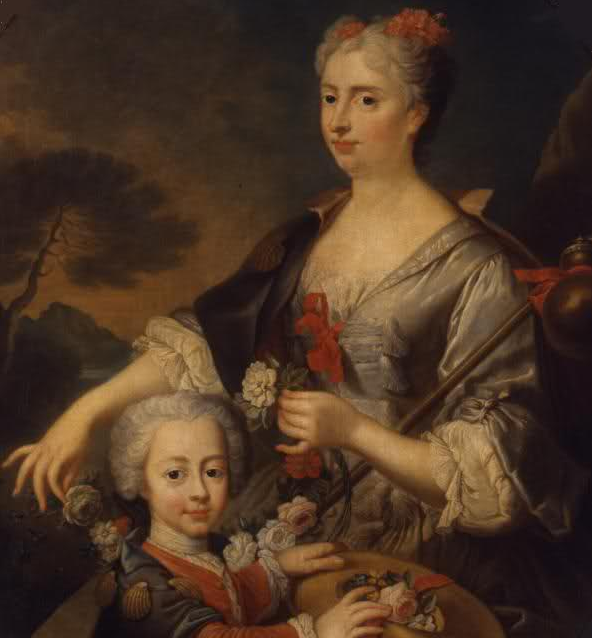
Ritratto di Maria Vittoria Francesca di Savoia, figlia legittimata del duca Vittorio Amedeo II di Savoia e moglie di Vittorio Amedeo I di Savoia-Carignano

Il 7 novembre 1714, presso il Castello di Moncalieri, Vittorio Amedeo sposò Maria Vittoria Francesca di Savoia (10 febbraio 1690 - Parigi, 8 giugno 1766), figlia legittimata del re Vittorio Amedeo di Sardegna e di Giovanna Battista d'Albert de Luynes.
Suo suocero mostrò inizialmente affetto per lui, ma finì per privarlo, nel 1717, delle sue 400.000 lire di reddito annuo a causa di spese eccessive, dovute in gran parte all'indulgenza al gioco d'azzardo. Fu allora che Vittorio Amedeo fuggì in Francia per scappare dai suoi creditori e gli fu concesso di prendere possesso della sua eredità solo sul finire del 1718.
Nel 1733 si trasferì definitivamente a Parigi, ove venne nominato generale delle armate di Francia. A Parigi condusse una vita dissoluta tanto da venir privato da Luigi XV del Castello di Condè che passò a Jean-François Leriget de La Faye. Risiedette nel Hôtel de Soissons a Parigi, creando negli anni un'importante collezione di opere d'arte, poi vendute all'asta sempre a causa dei debiti via via accumulati. Qui organizzò anche una casa di scommesse e giochi d'azzardo dilapidando ben presto il suo ingente patrimonio. In questa abitazione ospitò per qualche tempo l'economista inglese John Law.
Appassionato del balletto dell'Opéra di Parigi, venne nominato da Luigi XV intendente del teatro del Menus-Plaisirs. Furono questi gli anni in cui Vittorio Amedeo ebbe anche numerose amanti, tra cui la ballerina Barbara Campanini e l'attrice Marie Antier che denigrò pubblicamente quando la scoprì ad amoreggiare con il fermiére général Alexandre Jean Joseph Le Riche de La Popelinière.

### Morte
Vittorio Amedeo morì nel 1741 indebitato al massimo, al punto che la sua abitazione venne venduta dal figlio per appianare i debiti. Successivamente questa venne abbattuta e al suo posto vi sorse la borsa frumentaria, nel luogo ove oggi sorge la Camera di Commercio di Parigi. Nei titoli della sua famiglia gli successe il figlio Luigi Vittorio detto Ludovico. Riposa nella cripta reale della basilica di Superga a Torino.

## Discendenza
Dal suo matrimonio con Maria Vittoria Francesca di Savoia, Vittorio Amedeo di Savoia-Carignano ebbe quattro figli:
- Giuseppe Vittorio Amedeo (21 maggio - 27 ottobre 1716)
- Anna Teresa (1717 – 1745), sposa Carlo Giulio di Rohan, principe di Soubise
- Luigi Vittorio (1721 – 1778), principe di Carignano
- Vittorio Amedeo (16 giugno 1722 - 1722)
- Una figlia (nata e morta il 24 marzo 1729)

Dall'amante Felicita Parà di Marignan (morta nel 1742) ebbe due figli naturali, legittimati in seguito:
- Giovannino (circa 1712 – 1742), alfiere nel reggimento Piemonte dal 1731, chierico nel 1723 e forse abate in seguito.
- Marianna Luigia (circa 1714 – 1769), monaca con il nome di "suor Chiara Maria di Marignan" nel monastero di Santa Chiara a Pinerolo dal 1752

Dall'amante Jeanne-Elisabeth le Lyon ebbe un figlio naturale non legittimato:
- Vittorio Amedeo (1728 – ?)

Dall'amante Maria Vonzart (o Tanzault), ebbe due figli naturali in seguito legittimati:
- Amedea Anna (1730 – 1813), detta "Mademoiselle de Villafranca", sposò Giuseppe Bigeard-Murinais
- Amedeo Filiberto (1731 – 1807), detto "il Cavaliere di Racconigi", cavaliere del Sovrano Militare Ordine di Malta, Capitano del reggimento dei dragoni del Delfino di Francia, Cavaliere di Gran Croce dell'Ordine dei Santi Maurizio e Lazzaro nel 1800, sposò a Torino nel 1798 Cristina (Grasse, 1764 – Torino, 2 giugno 1841), figlia del barone Luigi de La Tour de Remoules

## Ascendenza
|                                        |               |                            | Genitori                        |  |  | Nonni |  |  | Bisnonni                   |  |  | Trisnonni                      |  |
|                                        |               |                            |                                 |  |  |       |  |  | Carlo Emanuele I di Savoia |  |  | Emanuele Filiberto I di Savoia |  |
|                                        |               |                            |                                 |  |  |       |  |  | Carlo Emanuele I di Savoia |  |  | Emanuele Filiberto I di Savoia |  |
|                                        |               | Margherita di Valois       |                                 |  |  |       |  |  | Carlo Emanuele I di Savoia |  |  |                                |  |
| Tommaso Francesco di Savoia-Carignano  |               |                            |                                 |  |  |       |  |  | Carlo Emanuele I di Savoia |  |  |                                |  |
|                                        |               | Caterina Michela d'Asburgo | Filippo II di Spagna            |  |  |       |  |  |                            |  |  |                                |  |
|                                        |               | Caterina Michela d'Asburgo | Filippo II di Spagna            |  |  |       |  |  |                            |  |  |                                |  |
|                                        |               | Caterina Michela d'Asburgo | Elisabetta di Valois            |  |  |       |  |  |                            |  |  |                                |  |
| Emanuele Filiberto di Savoia-Carignano |               | Caterina Michela d'Asburgo |                                 |  |  |       |  |  |                            |  |  |                                |  |
|                                        |               | Carlo di Borbone-Soissons  | Luigi I di Borbone-Condé        |  |  |       |  |  |                            |  |  |                                |  |
|                                        |               | Carlo di Borbone-Soissons  | Luigi I di Borbone-Condé        |  |  |       |  |  |                            |  |  |                                |  |
|                                        |               | Carlo di Borbone-Soissons  | Francesca d'Orléans-Longueville |  |  |       |  |  |                            |  |  |                                |  |
| Maria di Borbone-Soissons              |               | Carlo di Borbone-Soissons  |                                 |  |  |       |  |  |                            |  |  |                                |  |
|                                        |               | Anna di Montafià           | Luigi di Montafià               |  |  |       |  |  |                            |  |  |                                |  |
|                                        |               | Anna di Montafià           | Luigi di Montafià               |  |  |       |  |  |                            |  |  |                                |  |
|                                        |               | Anna di Montafià           | Giovanna di Coesme              |  |  |       |  |  |                            |  |  |                                |  |
| Vittorio Amedeo I di Savoia-Carignano  |               | Anna di Montafià           |                                 |  |  |       |  |  |                            |  |  |                                |  |
|                                        | Cesare d'Este | Alfonso d'Este             |                                 |  |  |       |  |  |                            |  |  |                                |  |
|                                        | Cesare d'Este | Alfonso d'Este             |                                 |  |  |       |  |  |                            |  |  |                                |  |
|                                        | Cesare d'Este | Giulia Della Rovere        |                                 |  |  |       |  |  |                            |  |  |                                |  |
| Borso d'Este                           | Cesare d'Este |                            |                                 |  |  |       |  |  |                            |  |  |                                |  |
|                                        |               | Virginia de' Medici        | Cosimo I de' Medici             |  |  |       |  |  |                            |  |  |                                |  |
|                                        |               | Virginia de' Medici        | Cosimo I de' Medici             |  |  |       |  |  |                            |  |  |                                |  |
|                                        |               | Virginia de' Medici        | Camilla Martelli                |  |  |       |  |  |                            |  |  |                                |  |
| Maria Caterina d'Este                  |               | Virginia de' Medici        |                                 |  |  |       |  |  |                            |  |  |                                |  |
|                                        |               | Luigi I d'Este             | Cesare d'Este                   |  |  |       |  |  |                            |  |  |                                |  |
|                                        |               | Luigi I d'Este             | Cesare d'Este                   |  |  |       |  |  |                            |  |  |                                |  |
|                                        |               | Luigi I d'Este             | Virginia de' Medici             |  |  |       |  |  |                            |  |  |                                |  |
| Ippolita d'Este                        |               | Luigi I d'Este             |                                 |  |  |       |  |  |                            |  |  |                                |  |
|                                        |               | Violante Segni             | Alberto Segni                   |  |  |       |  |  |                            |  |  |                                |  |
|                                        |               | Violante Segni             | Alberto Segni                   |  |  |       |  |  |                            |  |  |                                |  |
|                                        |               | Violante Segni             | …                               |  |  |       |  |  |                            |  |  |                                |  |
|                                        |               | Violante Segni             |                                 |  |  |       |  |  |                            |  |  |                                |  |

## Titolatura
- 3º Principe di Carignano,
- Marchese di Racconigi e Busca con Cavallermaggiore, Villafranca, Vigone, Barge, Caselle, Roccavione, Peveragno e Boves;
- Governatore Generale delle piazze del Ducato di Milano